# Étienne Sainte-Marie
Pour les articles homonymes, voir Sainte-Marie.
Étienne Sainte-Marie, né le 4 août 1777 à Sainte-Foy-lès-Lyon et mort le 3 mars 1829  est un médecin et un traducteur français.

## Biographie
Né d'un père chirurgien des armées  Étienne Sainte-Marie est reçu docteur en médecine en 1803. Il soutient sa thèse à Montpellier ( De morbis ex imitatione, Dissertatio inauguralis).
Il exerce la médecine à Lyon et assure des fonctions administratives, il est membre du Conseil de salubrité de Lyon et de la Commission de statistique de Lyon et du département du Rhône. En 1812, il est élu membre de l'Académie des sciences, belles-lettres et arts de Lyon.  Jean-Baptiste de Montfalcon écrit "Lyon n'eut pas de médecin plus savant : il avait des connaissances très-variées, possédait assez bien la langue latine, faisait des vers et écrivait bien. Ses divers ouvrages ont eu beaucoup de succès; il n'a manqué à Sainte-Marie qu'un plus grand théâtre". Il appartient également à diverses société médicales :  Société de médecine de Lyon, Société de médecine-pratique de Montpellier, Société de médecine de Toulouse,  Société médicale de Genève, Société de médecine d'Edimbourg,  Société médico-chirurgicale de Berlin 
Il  publie des ouvrages qui appartiennent à trois catégories : des ouvrages consacrées à des maladies (maladies vénériennes par exemple), d'autres à ses responsabilités administratives (police médicale) et d'autres enfin à la littérature (dissertation sur les médecins poètes).
Il plaide pour l'amélioration de l'hygiène publique, pour les contrôles des denrées alimentaires vendues, par exemple dans ses Lectures relatives à la police municipale il écrit  « Il est des fontaines publiques alimentées par des conduites impures ou servies par des conduits et auxquelles il ne faudrait permettre de puiser qu'après les réparations d'urgence que réclame leur mauvais état. Il serait prudent, je crois, de supprimer les conduits de plomb , ou de les revêtir intérieurement d'une doublure en terre cuite. Ne conviendrai-til pas aussi de visiter ces conduits plus souvent ?  » , il ne craint pas de faire des propositions montrant son ouverture d'esprit, par exemple traitant des infanticides « d'autres réformes pourraient concourir [à la réduction des crimes] par exemple , la suppression de toute espèce de peine ou de châtiment à l'égard des filles qui ont eu le malheur de se laisser séduire ? ».
Son activité de traducteur d'ouvrages médicaux est significative, en particulier il traduit l'ouvrage de Joseph Quarin, médecin autrichien,  sur les maladies chroniques.
Il n'a que 51 ans quand il meurt brutalement d'une hémorragie survenue dans l'estomac.  Il est enterré au cimetière de Loyasse, de Lyon. 

## Publications
- De l'huître et de son usage comme aliment et comme remède, Lyon,1827,  J.M. Boursy,  lire en ligne sur Gallica
- Lectures relatives à la police médicale, faites au Conseil de salubrité de Lyon et du département du Rhône, pendant les années 1826, 1827 et 1828, Paris, 1829,   J.-B. Baillière, 218 p., lire en ligne sur Gallica
- Dissertation sur les médecins-poètes, 18  ed. Cormon-Blanc, 80 p.
- Précis élémentaire de police médicale, ouvrage destiné aux administrateurs, premier cahier. Introduction, Paris, 1824, 106 p.
- Nouveau formulaire médical et pharmaceutique, Paris Rey et Gravier, Lyon Cormon et Blanc, 1820,  439 p. lire en ligne sur Gallica
- Une Séance de l'école d'enseignement mutuel de Lyon, 1819, Targe, 36 p.
- Méthode pour guérir les maladies vénériennes invétérées, qui ont résisté aux traitemens ordinaires,  Paris, 1818, Gabon, 214 p. lire en ligne sur Gallica [11 éditions et traduit en allemand]

### Traductions
- Joseph Quarin,  Observations pratiques sur les maladies chroniques, par  traduites du latin et augmentées de notes par Étienne Sainte-Marie, Paris, 1807, Crochard.
- Joseph-Louis Roger, Traité des effets de la musique sur le corps humain, traduit du latin et augmenté de notes, par Étienne Sainte-Marie,1803), Parius, 1803, Brunot, 352 p.
- Ernest Wichmann, Dissertation sur la pollution diurne involontaire, traduite du latin et augmentée de notes par Étienne Sainte-Marie, 1817